# Despertant en Ned
Despertant en Ned  (títol original: Waking Ned) és una comèdia británico-irlandesa de 1998 dirigida i escrita per Kirk Jones i protagonitzada per Ian Bannen, David Kelly i Fionnula Flanagan. L'actor Kelly va ser nominat al premi del Sindicat d'Actors en la categoria al millor actor de repartiment pel seu paper de Michael O'Sullivan.
La trama està situada a Irlanda, encara que el rodatge va tenir lloc en l'Illa de Man. El film va ser produït per Canal+ i Tomboy Films i distribuït per Fox Searchlight Pictures.
Ha estat doblada al català.

## Argument
Quan Jackie O'Shea i Michael Sullivan (Ian Bannen i David Kelly), dos vells amics de Tulaigh Mhór, una petita localitat de 52 habitants descobreixen que a un dels seus veïns li ha tocat la Loteria Nacional, tracten d' esbrinar la identitat de l'agraciat amb l'ajuda de Annie (Fionnula Flanagan). Com a estratagema preparen un sopar de pollastre i conviden a tots els veïns per reduir la llista de possibles, arribant a Ned Devine (Jimmy Keogh), que no va assistir a la festa. Quan els dos es dirigeixen a casa seva amb l'excusa de portar-li el sopar, descobreixen el cos sense vida de Devine, mort suposadament d'un infart per l'emoció de ser l'únic guanyador del país. Devastat per la pèrdua del seu amic, Jackie somia amb que Ned desitja compartir el premi amb la gent del poble, ja que no té familiars que reclamin el bitllet. Raó per la qual O'Shea i Sullivan pretenen fer-se passar pel mort davant un inspector de l'administració (Adrian Robinson) malgrat l'oposició de Annie.
No obstant això, quan aquest els informa que el premi és més gran del que pensaven pel pot acumulat (prop de 7 milions de lliures irlandeses) i que a més, perquè no existeixi frau, ha de parlar amb tots els veïns perquè li confirmin que es tracta del veritable agraciat, aquests es veuen obligats a involucrar al poble. No obstant això, Lizzie Quinn (Eileen Dromey) es nega a participar en la farsa tret que rebi una part més gran a canvi de no informar de la trama a l'administració de loteria. Mentrestant, els altres oficien l'enterrament de Devine mentre la veïna decideix marxar fins a Dublín per informar de l'estafa fins que la seva cadira de rodes es queda sense bateria i decideix buscar una cabina telefònica per la carretera. Casualment l'inspector irromp en la cerimònia per a sorpresa de tots i Sullivan accepta passar-se pel mort al que van a enterrar.

## Repartiment
- Ian Bannen: Jackie O'Shea.
- David Kelly: Michael Sullivan.
- Fionnula Flanagan: Annie O'Shea.
- Jimmy Keogh: Ned Devine
- Eileen Dromey: Lizzie Quinn.
- Adrian Robinson: Inspector de Loteria.
- James Nesbitt: Finn.
- Susan Lynch: Maggie O'Toole.

## Producció i rebuda
El rodatge va tenir lloc a Cregneash, Illa de Man, localitat que va servir per recrear la localitat fictícia de Tulaigh Mhór.
La pel·lícula va recaptar 911.901 £ en les cartelleres en la seva primera estrena i 2,16 milions de lliures a nivell internacional recollint un total de 3,45 milions de £. Les crítiques van ser positives. En el lloc web Rotten Tomatoes, el film va obtenir un 83 % de nota per part de tots els crítics.
El director Kirk Jones va ser nominat a un BAFTA al Millor Director i Guionista Novell. La producció va ser nominada en diversos festivals, en alguns d'ells es va endur alguns premis entre els quals es troba el Sindicat d'Actors, Satellite i el National Board of Review.
Crítica
- "Irresistible, amb un parell de dotzenes de gags subtils, d'excel·lent enginy, com el prodigiós que protagonitza Bannen abans d'arrencar l'acció"[7]
- "Pastelosa però divertida"[8]